# Anabantha
Anabantha es una banda mexicana de metal gótico originaria de la Ciudad de México. Fue fundada por la vocalista Duan Marie, el tecladista Vlad Landeros y el bajista Mario de la Fuente, quienes iniciaron el proyecto en 1997. A lo largo de su trayectoria, se ha consolidado como una de las agrupaciones más representativas del metal gótico en México.

## Biografía

### Formación e inicios (1997–2000)
Anabantha surgió en 1997 en la Ciudad de México bajo el nombre Sentido Pésame, inicialmente como un dúo conformado por Duan Marie en la voz y Vlad Landeros en los teclados. En este periodo compusieron algunas de sus primeras canciones, como “Vampiro”, “Sentido Pésame”, “Santa Agonía”, “Historia de terror” y “Necrofilia”, temas que sentarían las bases de su estilo oscuro y poético. Hacia 1998 la agrupación cambió su nombre a Transdellic (palabra que significa “más allá de lo visible”). Bajo esta identidad, la banda grabó su primer demo titulado Llanto de Libertad, experimentando con sonidos de rock oscuro. Para el año 2000, el grupo adoptó definitivamente el nombre Anabantha. Ese mismo año participaron en el álbum tributo Tributo a Luzbel (2000), donde Anabantha interpretó la canción “Déjate Ser”, marcando su debut discográfico oficial con el nombre que los haría conocidos.

### Desarrollo y primeros lanzamientos (2001–2005)
En 2001, ya como Anabantha, la banda grabó su primer álbum oficial, Letanías Capítulo I, que según la propia banda fue producido de forma independiente en el transcurso de una sola noche. Este disco —inspirado en las antiguas maquetas de Sentido Pésame— incluyó nuevos arreglos de temas como “Vampiro” y “Santa Agonía”, entre otros, y cimentó el sonido gótico-melódico del grupo. Durante 2002, Anabantha lanzó el demo Sin Decir Adiós, presentando canciones como “Talismán”, “Ángel de Hielo”, “Siniestro Corazón” y “Nocturna”, que evidenciaban una evolución en su estilo. En 2003 publicaron el demo Letanías Capítulo II, continuando la saga conceptual del primer álbum con temas como “Crucifícame” y “Posesión”. Para 2004, Anabantha experimentó con nuevos formatos al grabar un álbum acústico (demo) simplemente titulado Acústico, en el que adaptaron canciones propias como “Déjà Vu” y “Desaparecer” en versiones unplugged. Este material incluyó además tributos musicales a escritores como Pablo Neruda (“Poema No. 20” y “Agua Sexual”) y H. P. Lovecraft (“El ser bajo la luz de la luna”), reflejando las influencias literarias en las letras de la banda.
El año 2005 marcó un punto de inflexión para Anabantha. La banda preparó su primer álbum de estudio de distribución amplia, Sin Decir Adiós, que inicialmente fue lanzado como un disco promocional de nueve temas y posteriormente como un álbum doble (ediciones en español e inglés). Sin Decir Adiós incluyó canciones emblemáticas como “Déjà Vu”, “Ángel de Hielo”, “Madrugadas”, “Desaparecer” y “Paraísos”, e incluso un cover de la banda holandesa de los años 70 Shocking Blue (“Never Marry a Railroad Man”, titulado en español “Nunca te cases con un ferrocarrilero”). En paralelo, ese mismo año 2005 Anabantha editó Letanías Capítulo Prohibido, segundo capítulo oficial de la saga Letanías, que ofreció temas como “El Altar de las Pasiones Desoladoras”, “Ay de la Noche” y “Velo Negro”. Estas producciones de medio período consolidaron el nombre de Anabantha en la escena underground nacional y les permitieron aumentar su base de seguidores.

### Consolidación, giras y cambios (2006–2012)
En 2006, Anabantha dio un paso importante hacia la profesionalización al firmar contrato con la discográfica independiente mexicana Discos y Cintas Denver, reconocida por apoyar a bandas de rock y metal nacionales. A partir de esta alianza, la banda regrabó y reeditó parte de su catálogo temprano con mayor calidad de producción. Por ejemplo, en 2006 se lanzó una versión renovada de Letanías Capítulo I (incluyendo dos temas inéditos además de los clásicos “Vampiro” y “Déjame Ir”), y se reeditó Letanías Capítulo Prohibido con bonus tracks en vivo. Ese mismo año publicaron Letanías Capítulo III (2006), cerrando la trilogía principal de Letanías con nuevas composiciones e incluso una adaptación de “The Phantom of the Opera”. 2006 fue también un año activo en presentaciones: Anabantha grabó su primer álbum en directo, Viernes 13… y el Zócalo se Pobló de Sombras, registro de un concierto multitudinario realizado el 13 de octubre de 2006 en la plancha del Zócalo de la Ciudad de México. El disco en vivo capturó la energía de la banda frente a miles de asistentes e incluyó interpretaciones de “Barcos Fantasmas”, “Vampiro” y “Tu me Matas”, entre otras.
Durante 2007, Anabantha celebró su décimo aniversario con una gira internacional que los llevó por diversas ciudades de Latinoamérica. En esa tour visitaron países como Bolivia, Perú, Ecuador, Colombia y Venezuela, además de presentaciones en el interior de México. La creciente difusión en la región se vio acompañada por nuevos lanzamientos discográficos. En octubre de 2007 salió a la venta Letanías Capítulo II: La Pesadilla (título del segundo capítulo de la saga, ahora producido con calidad de estudio), cuyo repertorio incluyó piezas destacadas como “Morador de las Tinieblas”, “Plegarias”, “Posesión” y “Espasmos del Veneno”. En 2008 la banda publicó el EP Rompiendo el Silencio de sus Alas, con seis canciones que revisitaban su estilo gótico con toques de metal más ligero. La consolidación internacional continuó en 2009 con dos álbumes de estudio lanzados bajo el sello Denver: Hermanos de Sangre – La Iniciación (2009) y El Pozo de los Deseos (2009). El primero exploró temáticas de hermandad y redención en piezas como “Desesperanza” y “Pequeño Guerrero”, mientras que El Pozo de los Deseos incorporó elementos de fantasía y folk en canciones como “El Bosque Encantado”, “Banshee” y la titular “El Pozo de los Deseos”. También en 2009, Anabantha lanzó un material compartido (split album) junto a su vocalista titulado Anabantha – Duan Marie, que contenía versiones acústicas raras y colaboraciones especiales.
En 2011 apareció Hermanos de Sangre – El Ritual, segunda parte de la trilogía Hermanos de Sangre. Este álbum se caracterizó por integrar sonidos folklóricos latinoamericanos en la propuesta gótica de la banda. Varias de las canciones de El Ritual fueron coescritas con fanáticos del grupo o seleccionadas de propuestas de su público, en un esfuerzo colaborativo poco usual. Entre los temas más destacados de este disco se encuentran “El Espejo”, “La Amada Espera de un Suicidio” y “La Sombra”. Al año siguiente, en 2012, Anabantha celebró 15 años de carrera con el álbum recopilatorio XV Aniversario, que reunió nuevas versiones remasterizadas de sus temas más emblemáticos, como “Vampiro”, “Déjà Vu” y “Nocturna”. Este periodo vio la última etapa con Vlad Landeros como miembro activo.

### Transición a “Anabanta” y etapa reciente (2013–2025)
A mediados de la década de 2010, Anabantha enfrentó cambios significativos. En 2014, Vlad Landeros –cofundador, tecladista y segunda voz– decidió separarse de la banda, cerrando un ciclo de casi 17 años. Tras la salida de Vlad, Duan Marie quedó al frente del proyecto y optó por modificar el nombre del grupo suprimiendo la “h”, pasando a llamarlo oficialmente Anabanta (actualmente Duan Marie Anabanta). Anabanta celebró su XVIII aniversario con un concierto en el Circo Volador de la Ciudad de México, y participó en la primera edición del "Lima Gótica Fest" en Perú (2015), compartiendo escenario con las bandas europeas Leaves’ Eyes y Atrocity, entre otras.
En 2013 salieron dos nuevos álbumes de estudio: Letanías Capítulo IV (que retomó la numeración de su saga original) y Desideratha, un disco con composiciones inéditas que exploró sonidos más melancólicos. En 2016 el EP Los Reunidos, grabado en vivo en el Lunario del Auditorio Nacional de México durante la celebración de su XIX aniversario. Dicho concierto en el Lunario agotó localidades y contó con elementos escénicos especiales (como bailarines de danza gótica y actores con atuendos medievales) que enriquecieron el espectáculo. En los años siguientes, Anabanta aceleró su producción: en 2018 publicó Resucitando el Olvido y Ecos del Amanecer, dos álbumes en los que rindió homenaje a la poesía (musicalizando textos e inspirándose en la literatura) al tiempo que incorporó nuevos matices sonoros. Le siguió el EP conceptual Despertares – Infra – Lethargo (2019). Ya en 2020, para conmemorar 22 años desde su formación, el grupo sorprendió lanzando dos álbumes de estudio simultáneamente: Corazón de Cristal y Hermanos de Sangre – Inédito (ambos en enero de 2020), a los que sumó en marzo de ese año Retahíla – Oculta. La producción de Anabanta continuó en 2021 con una serie de lanzamientos: el álbum Apeiron (2021), que incluye canciones como “Mi Último Aliento” y “Vampiro” (revisitando este clásico del repertorio); Reencuentro Acústico 2020 (2021), con nuevas versiones desenchufadas de temas antiguos grabadas durante la pandemia; Dandelion (2021), un álbum con influencias de metal alternativo; Laberintia (2021), que explora una narrativa fantástica en sus letras; otra entrega de la saga Hermanos de Sangre titulada La Absolución (2021); y una ambiciosa ópera rock basada en un cuento de hadas, La Bella y la Bestia (2021), lanzada en agosto de ese año.

## Integrantes

### Formación actual
- Duan Marie - vocal (fundadora) (1997 - actualmente)
- Mario de la Fuente - bajo (fundadador) (1997 - actualmente)
- Diego Romero - guitarra (2014 - actualmente)
- Israel Sorkin - batería (2014 - actualmente)

### Miembros anteriores
- Vlad Landeros - batería, teclados y vocal de apoyo (1997 - 2014)
- Siegfried - guitarra (2006 - 2013)
- Oskar - teclados (años 2000)
- Eddy Cortés - teclados (años 2000)
- Leon Isaian Marcabru - guitarra (colaborador, era Psicofonía)
- Javier "Ruido" - bajo (era Psicofonía, antes de 2006)
- Jorge Franco - bajo (era Periadam)
- Martín "Daebonarch" Tristán - bajo

## Discografía

### Álbumes de estudio
- Letanías Capítulo I – 2001
- Letanías Capítulo Prohibido – 2005
- Letanías Capítulo III – 2006
- Llanto de Libertad – 2006
- Sin Decir Adiós – 2006 (versión en español; edición en inglés Without Saying Goodbye)
- Letanías Capítulo II: La Pesadilla – 2007
- El Pozo de los Deseos – 2009
- Hermanos de Sangre – La Iniciación – 2009
- Hermanos de Sangre – El Ritual – 2011
- Letanías Capítulo IV – 2013
- Desideratha – 2013
- Resucitando el Olvido – 2018
- Ecos del Amanecer – 2018
- Corazón de Cristal – 2020
- Hermanos de Sangre – Inédito – 2020
- Retahíla – Oculta – 2020
- Apeiron – 2021
- Dandelion – 2021
- Laberintia – 2021
- La Bella y la Bestia (Ópera Rock) – 2021
- Epifanía – 2023
- Almas Desnudas – 2023
- Escencia – 2023

### Demos y EP
- Letanías Capítulo I (demo original) – 2001
- Letanías Capítulo II (demo) – 2003
- Llanto de Libertad (demo) – 2003
- Sin Decir Adiós (demo) – 2004
- Acústico (demo) – 2004
- Rompiendo el Silencio de sus     Alas (EP) – 2008
- Los Reunidos (EP en vivo) – 2016
- Despertares – Infra – Lethargo (EP) – 2019

### Álbumes en vivo
- Viernes 13... Y el Zócalo se     Pobló de Sombras – 2006
- XVI Aniversario – Un Concierto Exquisito – 2014 (grabación en vivo de aniversario)

### Recopilaciones y otros
- Anabantha / Duan Marie (Split) – 2009
- XV Aniversario – 2012 (álbum recopilatorio por los 15 años)

## Premios y reconocimientos
Anabantha ha sido reconocida en múltiples ocasiones dentro de la escena del rock/metal en México. En 2014, la banda (y particularmente Duan Marie) recibió un reconocimiento por parte del Consejo Nacional para la Cultura y las Artes (CONACULTA) por su trayectoria y aportación a la cultura musical oscura del país. Asimismo, Anabantha ha figurado constantemente en los Premios Kalani (galardones dedicados a lo mejor del metal mexicano) dentro de la categoría de metal gótico, donde ha sido nominada y premiada como una de las agrupaciones destacadas de su género. A lo largo de los años, la banda ha participado en festivales especializados (por ejemplo, el Lima Gótica Fest 2015) y ha compartido escenario con exponentes internacionales del metal gótico y sinfónico, lo que refleja el reconocimiento de la comunidad gótica hacia su trabajo. Diversos medios y críticos los señalan como pioneros del metal gótico en México.